# Fontana Abate
La fontana Abate si trova ad Alcara li Fusi nella città metropolitana di Messina.
La fontana è provvista di sette fonti che si versano in una vasca lunga nove metri e larga circa due.

## Storia
La fontana fu costruita in epoca pre-araba quando Alcara si chiamava ancora Turiano come dimostrano le iscrizioni su di essa, infatti la parete posteriore si erge per vari metri e su di essa si notano tre iscrizioni latine. Quella centrale è rappresentata da due versi, un esametro e un pentametro, costituenti il classico distico elegiaco:
(Sul lato centrale)

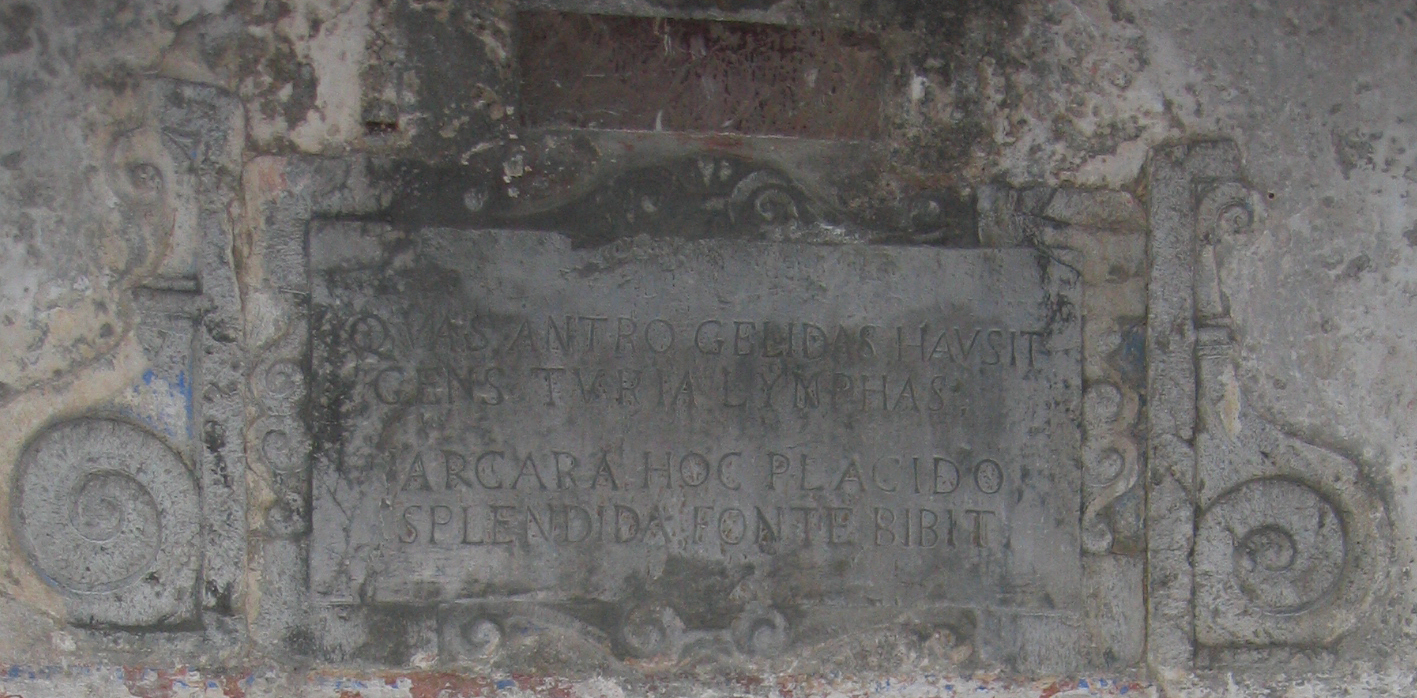
Iscrizione centrale

Al di sopra di questa iscrizione è fissato l'antico stemma della città, cioè un'Aquila coronata con le ali spiegate scolpita artisticamente in pietra.
L'iscrizione a destra è anch'essa antichissima e suona così:
(Sul lato destro)
La fontana nel terremoto del 10 giugno 1490 subì notevoli danni e la parete posteriore fu rovinata quasi completamente, ma fu subito ricostruita; Nel 1841, a seguito di una frana dovuta a infiltrazioni, avvenne il crollo di tutta la fontana, ma venne immediatamente ricostruita e le lapidi con le antiche iscrizioni come pure l'Aquila furono ricollocate al loro posto. In tale occasione fu aggiunta una terza iscrizione che si legge tuttora a sinistra e che dice:
(Sul lato sinistro)
Accanto a questa fontana c'è una vaschetta con altri due getti d'acqua e nelle vicinanze sorge un grande lavatoio con ampia tettoia comprendente 24 vaschette con altrettanti getti d'acqua, ove le donne lavavano i panni.